# Tomelilla samrealskola
Tomelilla samrealskola var en realskola i Tomelilla verksam från 1911 till 1972. 

## Historia
Skolan fanns som högre folkskola som 1911 ombildades till en kommunal mellanskola
. Denna ombildades från 1929 successivt till Tomelilla samrealskola.
Realexamen gavs från omkring 1921 till 1972.
Skolbyggnaden används numer av Kastanjeskolan.